# Daffodil International University
Die Daffodil International University (DIU; bengalisch ড্যাফোডিল আন্তর্জাতিক বিশ্ববিদ্যালয়) ist eine private Universität in Dhaka, Bangladesch. Der ursprüngliche Campus befindet sich in Dhanmondi und der permanente Campus befindet sich in der Daffodil Road, Khagan, Ashulia, Savar, im Distrikt Dhaka. Es wurde am 24. Januar 2002 gemäß dem Private University Act von 1992 gegründet.  Laut QS University Rankings: Asia 2019 ist die DIU eine der besten privaten Universitäten unter allen Universitäten in Bangladesch. Die DIU ist die erste Universität in Bangladesch, die die Verpflichtung der Vereinten Nationen zu nachhaltigen Praktiken von Hochschuleinrichtungen unterzeichnet hat. Laut den von SCOPUS indexierten Veröffentlichungen im Jahr 2019 belegt die Daffodil International University den 4. Platz unter allen Universitäten und den 1. Platz unter allen privaten Universitäten in Bangladesch.

## Geschichte
Die Universität wurde am 24. Januar 2002 mit Genehmigung der University Grants Commission (Bangladesch) und des Bildungsministeriums der Regierung von Bangladesch gemäß dem Private University Act von 1992 und dessen Änderung im Jahr 1998 gegründet.

## Campus
Die Universität hat mehrere Standorte in Dhaka. Der Hauptcampus befindet sich in Dhanmondi und der permanente Campus in Ashulia. Der permanente Campus umfasst 125 Hektar Land mit einem Spielplatz, einem Einkaufszentrum, einem Basketballplatz, einem Golfplatz, einem Hostel und anderen Einrichtungen.

## Fakultäten und Abteilungen
Die Universität bietet über ihre 23 Abteilungen Bachelor-, Master- und Promotionsstudiengänge an, die auf insgesamt 5 Fakultäten unterteilt sind.

## Online-Zulassungen
Die Universität ermöglicht Bewerbern aus fernen Gebieten die Online-Zulassung.

## Persönlichkeiten
- Syed Akhter Hossain, der Leiter des Fachbereichs Informatik und Ingenieurwesen, erhielt den Nationalen ICT-Preis 2016 für seinen "hervorragenden Beitrag zur ICT-Bildung und -Technologie".[7]